# 自営館
自営館（じえいかん）は、日本基督教会の牧師田村直臣が東京府芝区に創設した学生のための施設である。後に田村塾に改称する。
1888年10月8日に日本基督教会の牧師田村直臣が東京府芝区白金三光町の借家を元に始めた。さらに、パトルソン市児童伝道会500坪の借地に寄宿舎を建設し、パトルソン・ホームと呼ばれた。学生は労働をして生活費を稼ぎながら勉強をした。
1892年に田村は再びアメリカに渡り、資金を募り、1893年に巣鴨宮下（現在の南大塚）に3300坪の土地を購入して新寄宿舎を建設した。1894年8月に新寄宿舎に移転した。英文の著書『日本の花嫁』を資金獲得のためにアメリカで出版した。これが、大事件になり、田村は植村正久より、日本基督教会を除名された。
田村は、数寄屋橋教会と共に日本独立長老教会を再建した。自営館の学生も田村を養護するために尽力したが、借金と詐欺により敷地が没収されてしまった。1904年に再び渡米して、留学時代の友人より資金を得て、借財を弁済し、敷地を取り戻した。それから、田村塾と改称し、優秀な学生を選抜して、労働なしで勉学に専念できる塾になった。
1919年1月に田村塾は閉館し、大正幼稚園になった。また、同じ敷地内に巣鴨教会がある。

## 出身者
- 和田英作
- 笹尾粂太郎
- 石原謙
- 山田耕筰